# Minitrack
Minitrack war ein um 1955 in den USA entwickeltes Funksystem zur Überwachung der Starts ballistischer Raketen und später auch für genäherte Bahnbestimmungen nach Satellitenstarts.
Es arbeitete nach dem  Interferenzprinzip und nützte die 108-MHz-Frequenz (Wellenlänge ca. 2,8 m) der US-Satelliten für laufende Richtungsmessungen zu ihnen. Acht Antennen waren paarweise in verschiedenen Abständen in den vier Himmelsrichtungen angeordnet:
- zwei Antennenpaare in 7 Wellenlängen Abstand (knapp 20 Meter)
- zwei Antennenpaare in 55 Wellenlängen Abstand (knapp 152 Meter)
- in Nord-Süd-Richtung zusätzlich 1,318 Wellenlängen Abstand (3,7 Meter).

Dadurch waren Höhenwinkel und Meridiandurchgänge besser als ±0,05 Grad messbar.
Das erste Minitrack-System wurde in Blossom Point in Maryland errichtet und ging im Juli 1956 in Betrieb. Zur Bahnbestimmung von Satelliten waren jedoch Messungen von mehreren Empfängern notwendig. Im November 1957 umfasste das Minitrack-System zehn Stationen. Weitere Stationen kamen später hinzu, andere fielen weg. Ende der 1960er-Jahre wurde das System durch genauere Funkmeßsysteme ersetzt und teilweise zu speziellen Satellitenstationen ausgebaut.